# AVN Award for All-Girl Performer of the Year
L'AVN Award for All-Girl Performer of the Year è un premio pornografico assegnato all'attrice omosessuale votata come migliore dalla AVN, l'ente che assegna gli AVN Awards, riconosciuti come i migliori premi del settore (paragonabile al Premio Oscar).
Come per gli altri premi, viene assegnato nel corso di una cerimonia che si svolge a Las Vegas, solitamente nel mese di gennaio, dal 2014.

## Vincitrici e candidate

### Anni 2010
| Anno            | 2014 | 2015 | 2016 | 2017 | 2018 | 2019 |
| --------------- | --- | --- | --- | --- | --- | --- |
| Vincitrice      | Shyla Jennings | Sinn Sage | Shyla Jennings | Jenna Sativa | Jenna Sativa | Charlotte Stokely |
| Altre candidate | Elle Alexandra Lily Cade Justine Joli Malena Morgan Prinzzess Sammie Rhodes Raven Rockette Layla Rose Sinn Sage Spencer Scott Angela Sommers Celeste Star Sovereign Syre Taylor Vixen | Elle Alexandra Jayden Cole Lilly Evans Sasha Heart Shyla Jennings Cassie Laine Abigail Mac Elexis Monroe Prinzzess Raven Rockette Ryan Ryans Angela Sommers Celeste Star Vanessa Veracruz | Elle Alexandra Lily Cade Jayden Cole Sasha Heart Kenna James Mindi Mink Tara Morgan Prinzzess Raven Rockette Ryan Ryans Jenna Sativa Angela Sommers Tanya Tate Vanessa Veracruz | Aiden Ashley Lily Cade Jayden Cole Darcie Dolce Val Dodds Prinzzess Shyla Jennings Jelena Jensen Ryan Ryans Celeste Star Charlotte Stokely Tanya Tate Vanessa Veracruz | Aiden Ashley Serena Blair Jayden Cole Val Dodds Darcie Dolce Prinzzess Shyla Jennings Georgia Jones Mindi Mink Karlie Montana Ryan Ryans Charlotte Stokely Tanya Tate Vanessa Veracruz | Ayumi Anime Serena Blair Jayden Cole Val Dodds Darcie Dolce Kendra James Shyla Jennings Georgia Jones Ivy Jones Milana May Mindi Mink Prinzzess Sabina Rouge Jenna Sativa |

### Anni 2020
| Anno            | 2020 | 2021 | 2022 | 2023 | 2024                                                                                           |
| --------------- | --- | --- | --- | --- | ---------------------------------------------------------------------------------------------- |
| Vincitrice      | Charlotte Stokely | Charlotte Stokely | Serene Siren | Aidra Fox | Amirah Adara                                                                                   |
| Altre candidate | Jade Baker Serena Blair Jayden Cole Carter Cruise Darcie Dolce Shyla Jennings Georgia Jones Prinzzess Milana May Sabina Rouge Scarlett Sage Jenna Sativa Serene Siren Molly Stewart | Jade Baker Serena Blair Jayden Cole Darcie Dolce Kendra James Shyla Jennings Ashlee Juliet Mary Moody Prinzzess Milana May Sabina Rouge Scarlett Sage Serene Siren Molly Stewart | Aislin Lena Anderson Blue Angel Jade Baker Jayden Cole Karlee Grey Kendra James Eva Long Madi Meadows Milana May Sabina Rouge Scarlett Sage Charlotte Stokely Eve Sweet | Jayden Cole Alissa Foxy Kendra James Jill Kassidy Eva Long Madi Meadows Milana Ricci Sabina Rouge Haily Sanders Jenna Sativa Serene Siren Charlotte Stokely Aria Taylor Ariel X | Nancy A Lilly Bella Alissa Foxy Ellie Luna Haley Reed Ryana Sinn Sage Sheena Shaw Serene Siren |